# Loxocera humeralis
Loxocera humeralis är en tvåvingeart som beskrevs av de Meijere 1916. Loxocera humeralis ingår i släktet Loxocera och familjen rotflugor. Inga underarter finns listade i Catalogue of Life.